# Harold Simmons
Harold Clark Simmons (13 de mayo de 1931 - 28 de diciembre de 2013) fue un empresario estadounidense y multimillonario cuya experiencia bancaria le ayudó a desarrollar el concepto de adquisición conocida como la compra apalancada (LBO) para adquirir diferentes corporaciones. Él era el dueño de Contran Corporation y de Valhi, Inc., (NYSE cotizan una empresa de alrededor del 90% es controlado por Contran). A partir de 2006 él controlaba 5 empresas públicas que cotizaban en la Bolsa de Valores de Nueva York:. NL Industries; Titanium Metals Corporation, el mayor productor mundial de titanio; Valhi, Inc., una empresa multinacional con operaciones en los productos químicos, productos de componentes, Waste Control Specialists (gestión de residuos), las industrias de metales de titanio; COMPX International, fabricante de productos ergonómicos, y Kronos Worldwide , productor y comercializador de dióxido de titanio.

## Otras lecturas
- John J. Nance – Golden Boy: The Harold Simmons Story, ISBN 1-57168-747-5